# Michael Sacks
Michael Sacks (* 11. September 1948 in New York City, New York) ist ein US-amerikanischer ehemaliger Schauspieler.

## Leben
Sacks hatte sein Filmdebüt 1972 im auf dem Roman von Kurt Vonnegut basierenden Spielfilm Schlachthaus 5 von George Roy Hill. Für seine Darstellung wurde er für den Golden Globe Award nominiert. Im selben Jahr spielte er in Steven Spielbergs Sugarland Express. Im Anschluss spielte er in einigen Fernsehproduktionen. 1979 hatte er Rollen im Horrorfilm Amityville Horror und dem  Filmdrama Das tödliche Dreieck neben Harrison  Ford und Lesley-Anne Down. 1984 zog er sich aus dem Showgeschäft zurück.
Sacks studierte Informatik an der Columbia University und war später unter anderem bei Morgan Stanley beschäftigt.

## Filmografie (Auswahl)
- 1972: Schlachthof 5 (Slaughterhouse Five)
- 1974: Gefahr am Niagara (The Great Niagara)
- 1974: Sugarland Express
- 1977: Ich bin der Boß (The Private Files of J. Edgar Hoover)
- 1977: Ein Sheriff in New York (McCloud) (Fernsehserie)
- 1979: Amityville Horror
- 1979: Das tödliche Dreieck (Hanover Street)
- 1982: Das Idol (Split Image)
- 1983: Starflight One – Irrflug ins Weltall (Starflight One)

## Auszeichnungen
- 1973: Golden-Globe-Award-Nominierung für Schlachthof 5